# Церква Різдва Богородиці (Суличівка)
Церква Різдва Богородиці — православний храм та пам'ятка архітектури місцевого значення у Суличівці.

## Історія
Рішенням виконкому Чернігівської обласної ради народних депутатів від 30.12.1985 № 429 надано статус «пам'ятник архітектури місцевого значення» з охоронним № 29-Чг під назвою «Церква Різдва Богородиці». Встановлено інформаційну дошку.

## Опис
Церква Різдва Христового була побудована 1786 року на місці дерев'яної церкви та залишках кам'яної невідомої споруди оборонного призначення, що стали першим ярусом дзвіниці та склепом під нею. Відновлено 1893 року з новою назвою — Церква Різдва Богородиці. Церква Різдва Богородиці в архітектурному плані нагадує тип традиційного дерев'яного тридольного (трьохзрубного) храму.
Кам'яна, одноголова, тридольна (тризрубна — 3 об'єми), прямокутна в плані церква, подовжена по осі захід-схід: бабинець, неф і апсида, перекриті двосхилим дахом. Храм увінчаний куполом напівсферичного обрису (спочатку був барочний купол) з ліхтариком і головкою на восьмигранному (вісімці) світловому барабані. На захід через криту галерею (перехід) примикає двоярусна дзвіниця — восьмерик на восьмерику, увінчаний гранованим наметом з ліхтариком і головкою.